# آنا گالوین
آنا گالوین (انگلیسی: Anna Galvin؛ ۱۹ اکتبر ۱۹۶۹) بازیگر اهل استرالیا است.
از فیلم‌ها یا برنامه‌های تلویزیونی که وی در آن نقش داشته‌است، می‌توان به روزی روزگاری، کایل ایکس‌وای، راه شریران و وارکرفت اشاره کرد.